# Distrito municipal de Pilaitė
Distrito municipal de Pilaitė es un distrito municipal perteneciente a la ciudad de Vilna y organizado administrativamente en diez barrios (Dvarykščiai, Gudeliai, Kriaučiūnai, Padekaniškės, Pilaitė, Platiniškės, Salotė, Smalinė, Varnė, Vilkeliškės). El distrito está delimitado por el límite de la ciudad desde norte, sur y oeste, en este se limita con los distritos municipales de Viršuliškės, Karoliniškės y Justiniškės.

## Barrios
El distrito está formado por los siguientes 10 barriosː
- Dvarykščiai
- Gudeliai
- Kriaučiūnai
- Padekaniškės
- Pilaitė
- Platiniškės
- Salotė
- Smalinė
- Varnė
- Vilkeliškės

## Galería

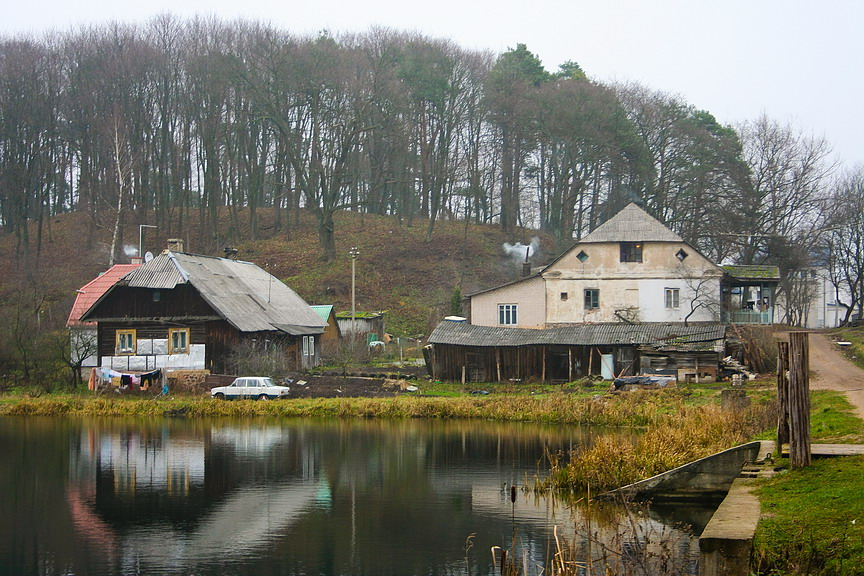
Señorío de Pilaitė
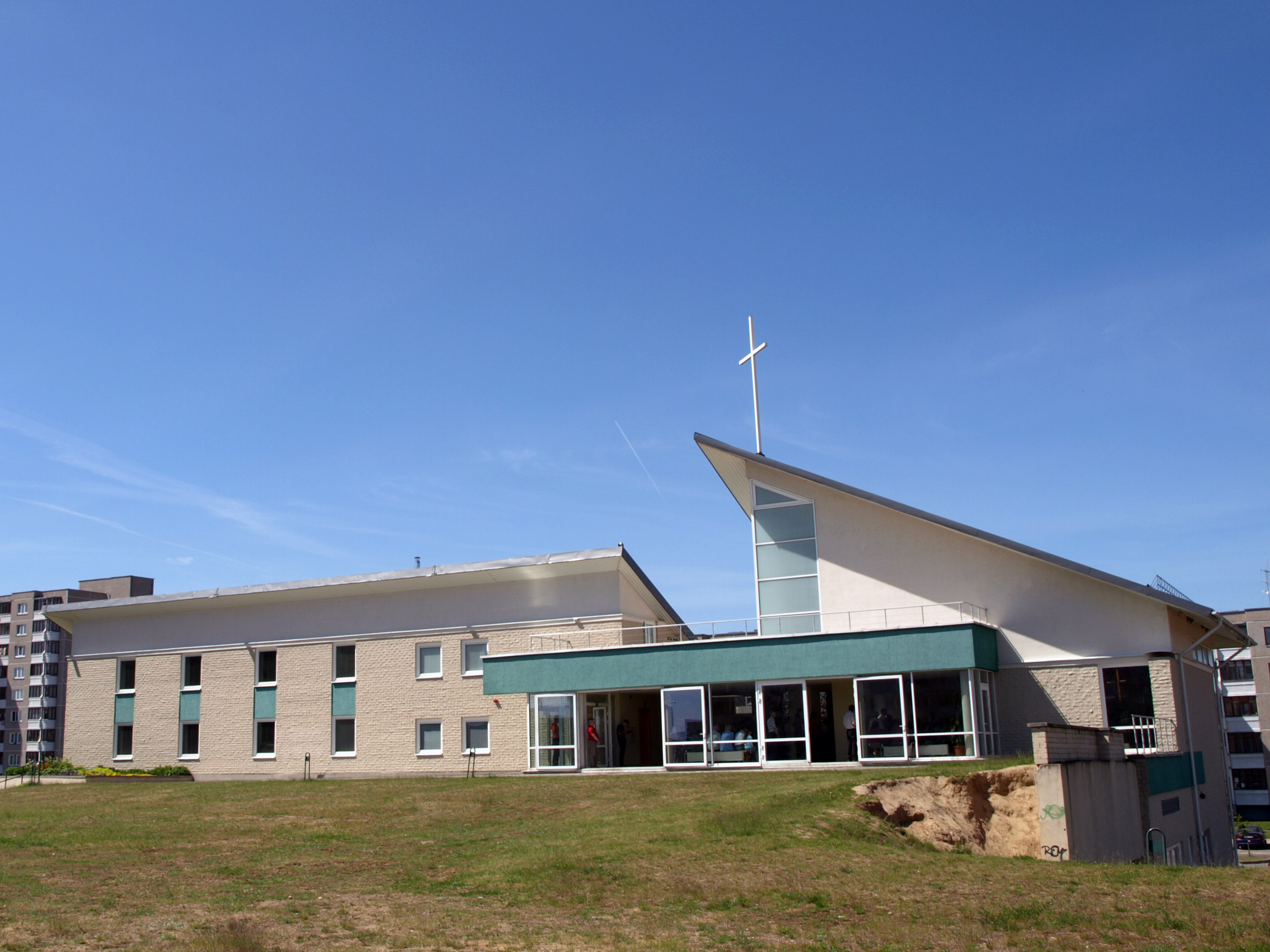
Iglesia de San José
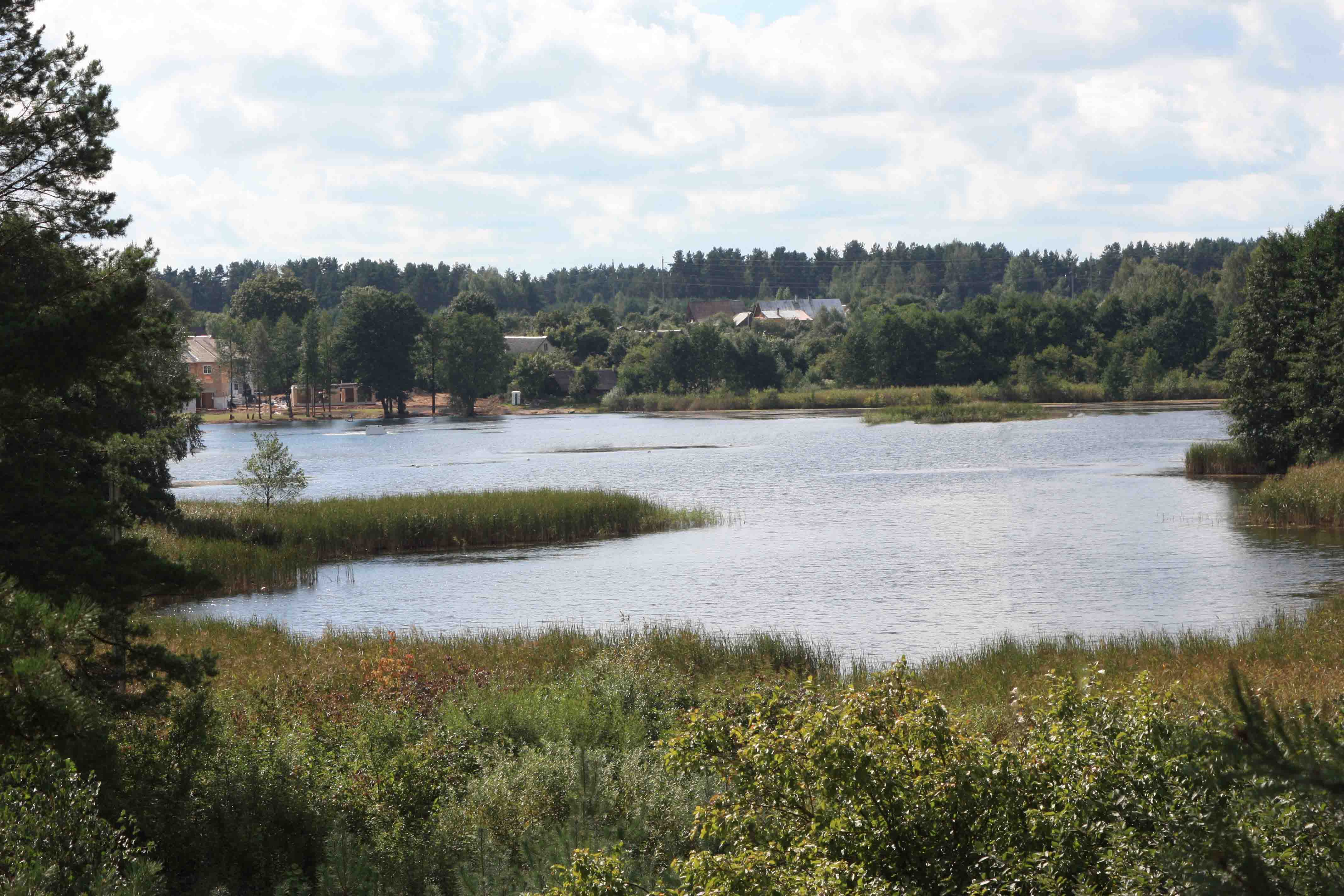
Lago de Salotė